# ブラック・ルシアン
ブラック・ルシアン (英: Black russian) とは、冷たいタイプのロングドリンクに分類される、ウォッカをベースとしたコーヒー風味のカクテルである。

## 概要
ブラック・ルシアン、第二次世界大戦後にベルギーのブリュッセルにあるホテル・メトロポールでチーフバーテンダーを務めていたギュスターヴ・トップ（グスタフ・トップ）が考案した。駐ルクセンブルク米国大使のパール・メスタがトップに「何か新しいカクテルを」と所望し、トップが即興で作った。以後、食後の傑作カクテルとして世界中に広まった。
コーヒーリキュールの香りと甘みで口当たりは良いが、アルコール度数は高い。
名称は濃い琥珀色の液色と「ウォッカの本場はロシア」という印象から。

## 作り方の例
レシピ
- ウォッカ - 40ml
- コーヒー・リキュール（カルーアなど） - 20ml

作り方
- 氷を入れたロックグラスに材料を注ぎ、かるく混ぜる。

ウォッカを減らしコーヒー・リキュールと等量にする、ウォッカの比率を増やす（3:1など）といったアレンジもある。

## バリエーション
ホワイト・ルシアン
ブラック・ルシアンに生クリームを乗せる。
ブレイブ・ブル
ウォッカをテキーラに替える。
ダーティ・マザー
ウォッカをブランデーに替える。
ゴッドマザー
コーヒー・リキュールをアマレットに替える。